# 10 (album Farby)
10 – trzecia płyta zespołu Farba, która miała premierę w maju 2010. Wydana przez FAM Studio podsumowuje 10 lat działalności zespołu i stanowi przy okazji reedycję pierwszej płyty grupy Muszę krzyczeć!. Zawiera 16 piosenek.
Oprócz utworów z pierwszej płyty zawiera dwie singlowe piosenki z płyty Ślady oraz dwa utwory, które nigdy nie ukazały się na longplayach. Jednym z nich jest Ostatnia noc, będący zapowiedzią czwartej płyty i jednocześnie wchodzący w skład ścieżki dźwiękowej do filmu Świnki Roberta Glińskiego.

## Lista utworów
1. Ostatnia noc 2:59
2. A jeśli to nieprawda? 4:55
3. Daleko 4:26
4. Chcę tu zostać 4:02
5. Czy nigdy więcej (Nigdy więcej) 3:42
6. Odejdę od ciebie 2:47
7. Taka ny nu łone czaizen 3:04
8. Zagubiony książę 4:28
9. Hej mały 4:11
10. Gra zwana świat 4:24
11. Muszę krzyczeć! 3:15
12. Nie warte nic 4:07
13. I’m leaving you 6:27
14. Nie mów mi, że 4:16 (bonus)
15. Piosenka bez słów 4:21 (bonus)
16. Kochaj mnie (Pokochaj mnie) 2:58 (bonus)